# Interferometría de polarización dual
La interferometría de polarización dual (DPI) es una técnica analítica que prueba las capas moleculares adsorbidas a la superficie de una guía de ondas utilizando la onda evanescente de un rayo láser. Se utiliza para medir el cambio conformacional en proteínas u otras biomoléculas, según funcionan (lo que se conoce como relación de actividad de conformación).

## Instrumentación
La DPI enfoca la luz láser en dos guías de ondas. Una de estas funciones como guía de ondas de "detección" que tiene una superficie expuesta, mientras que la segunda funciona para mantener un haz de referencia. Se forma un patrón de interferencia bidimensional en el campo lejano combinando la luz que pasa a través de las dos guías de ondas. La técnica DPI rota la polarización del láser para excitar alternativamente dos modos de polarización de las guías de ondas. La medición del interferograma para ambas polarizaciones permite calcular tanto el índice de refracción como el espesor de la capa adsorbida. La polarización se puede cambiar rápidamente, lo que permite mediciones en tiempo real de las reacciones químicas que tienen lugar en la superficie de un chip en un sistema de flujo continuo. Estas medidas se pueden utilizar para inferir información conformacional sobre las interacciones moleculares que tienen lugar, a medida que cambian el tamaño de la molécula (a partir del grosor de la capa) y la densidad de pliegues (a partir del RI). La DPI se usa típicamente para caracterizar interacciones bioquímicas cuantificando cualquier cambio conformacional al mismo tiempo que se miden las velocidades de reacción, las afinidades y la termodinámica.
La técnica es cuantitativa y en tiempo real (10 Hz) con una resolución dimensional de 0.01 nm.

## Aplicaciones
Una nueva aplicación para la interferometría de polarización dual surgió en 2008, donde la intensidad de la luz que pasa a través de la guía de ondas se extingue en presencia de crecimiento de cristales. Esto ha permitido controlar las etapas más tempranas de la nucleación de cristales de proteínas. Las versiones posteriores de los interferómetros de polarización dual también tienen la capacidad de cuantificar el orden y la interrupción en películas delgadas birrefringentes. Esto se ha utilizado, por ejemplo, para estudiar la formación de bicapas lipídicas y su interacción con proteínas de membrana.

## Otras lecturas
- Cross, GH; Ren, Y; Freeman, NJ (1999). «Young's fringes from vertically integrated slab waveguides: Applications to humidity sensing». Journal of Applied Physics 86 (11): 6483. Bibcode:1999JAP....86.6483C. doi:10.1063/1.371712.
- Cross, G (2003). «A new quantitative optical biosensor for protein characterisation». Biosensors and Bioelectronics 19 (4): 383-90. PMID 14615097. doi:10.1016/S0956-5663(03)00203-3.
- Freeman, NJ; Peel, LL; Swann, MJ; Cross, GH; Reeves, A; Brand, S; Lu, JR (2004). «Real time, high resolution studies of protein adsorption and structure at the solid–liquid interface using dual polarization interferometry». Journal of Physics: Condensed Matter 16 (26): S2493-S2496. Bibcode:2004JPCM...16S2493F. doi:10.1088/0953-8984/16/26/023.
- Khan, TR; Grandin, HM; Mashaghi, A; Textor, M; Reimhult, E; Reviakine, I (2008). «Lipid redistribution in phosphatidylserine-containing vesicles adsorbing on titania.». Biointerphases 3 (2): FA90. PMID 20408675. doi:10.1116/1.2912098.

- Datos: Q3799470